# The Dark Crystal: Age of Resistance
The Dark Crystal: Age of Resistance is een Amerikaanse avonturen- en fantasytelevisieserie die geproduceerd is in het Verenigd Koninkrijk, en uitkwam op 30 augustus 2019. De serie vormt een prequel op de film The Dark Crystal van Jim Henson uit 1982. De serie bestaat uit 10 afleveringen en gaat in op de voorgeschiedenis van de film in 1982.

## Synopsis
Op de planeet Thra beginnen drie Gelflings (Rian, Brea en Deet) een opstand tegen de heersende Skeksis, als zij erachter komen dat de Skeksis hun macht misbruiken om zelf het oneindige leven te verkrijgen, en waarmee ze mogelijk heel Thra in gevaar brengen.

## Rolverdeling

### Verzet
| Acteur               | Personage         | Poppenspeler    |
| -------------------- | ----------------- | --------------- |
| Taron Egerton        | Rian              | Neil Sterenberg |
| Anya Taylor-Joy      | Brea              | Alice Dinnean   |
| Nathalie Emmanuel    | Deet              | Beccy Henderson |
| Donna Kimball        | Mother Aughra     | Katherine Smee  |
| Harris Dickinson     | Gurjin            | Dave Chapman    |
| Gugu Mbatha-Raw      | Seladon           | Helena Smee     |
| Caitriona Balfe      | Tavra             | Neil Sterenberg |
| Victor Yerrid        | Hup               | Katherine Smee  |
| Shazad Latif         | Kylan             | Victor Yerrid   |
| Hannah John-Kamen    | Naia              | Beccy Henderson |
| Helena Bonham Carter | All-Maudra Mayrin | Louise Gold     |

### Skeksis
| Acteur             | Personage                   | Poppenspeler    |
| ------------------ | --------------------------- | --------------- |
| Jason Isaacs       | The Emperor (skekSo)        | Dave Chapman    |
| Simon Pegg         | The Chamberlain (skekSil)   | Katherine Smee  |
| Benedict Wong      | The General (skekVar)       | Kevin Clash     |
| Mark Hamill        | The Scientist (skekTek)     | Olly Taylor     |
| Keegan-Michael Key | The Ritual-Master (skekZok) | Victor Yerrid   |
| Awkwafina          | The Collector (skekLach)    | Helena Smee     |
| Harvey Fierstein   | The Gourmand (skekAyuk)     | Louise Gold     |
| Alice Dinnean      | The Ornamentalist (skekEkt) | Alice Dinnean   |
| Neil Sterenberg    | The Scroll-Keeper (skekOk)  | Neil Sterenberg |

### Bijrollen
| Acteur                | Personage                           | Poppenspeler          |
| --------------------- | ----------------------------------- | --------------------- |
| Mark Strong           | Ordon                               | Dave Chapman          |
| Lena Headey           | Maudra Fara                         | Alice Dinnean         |
| Ralph Ineson          | The Hunter (skekMal)                | Kevin Clash           |
| Andy Samberg          | The Heretic The Conqueror (skekGra) | Damian Farrell        |
| Ólafur Darri Ólafsson | The Archer (urVa)                   | Olly Taylor           |
| Bill Hader            | The Wanderer (urGoh)                | Olly Taylor           |
| Toby Jones            | The Librarian                       | Kevin Clash           |
| Natalie Dormer        | Onica                               | Louise Gold           |
| Eddie Izzard          | Cadia                               | Olly Taylor           |
| Alicia Vikander       | Mira                                | Helena Smee           |
| James Dreyfus         | Lath'N                              | Warrick Brownlow-Pike |
| Charlie Condou        | Mitjan                              | Victor Yerrid         |
| Louise Gold           | Maudra Argot                        | Louise Gold           |
| Beccy Henderson       | Bobb'N                              | Alice Dinnean         |
| Theo James            | Rek'yr                              | Olly Taylor           |
| Theo Ogundipe         | Vliste-Staba (Sanctuary Tree)       |                       |
| Dave Goelz            | Baffi                               | Dave Goelz            |
| Andy Samberg          | Lore                                | Damian Farrell        |
| Dustin Demri-Burns    | Daudran                             | Olly Taylor           |
| Kemi-Bo Jacobs        | Maudra Seethi                       | Beccy Henderson       |
| Nina Sosanya          | Maudra Mera                         | Neil Sterenberg       |
| Nimmy March           | Maudra Laesid                       | Warrick Brownlow-Pike |
| Beccy Henderson       | Maudra Ethri                        | Louise Gold           |
| April Hughes          | Juni                                | Beccy Henderson       |
| Sigourney Weaver      | The Myth Speaker                    |                       |

## Afleveringen

### Proloog
Zo'n duizend jaar geleden arriveerden de Skeksis op de planeet Thra. Het leven op de planeet Thra wordt in stand gehouden door een kristal dat wordt bewaakt door Moeder Aughra waarvan wordt gezegd dat ze even oud is als Thra zelf. Wanneer iemand op Thra sterft (uitgezonderd de Skeksis daar zij een buitenaardse soort zijn), gaat hun energie terug naar Thra en wordt het hergebruikt voor nieuw leven. De Skeksis achterhalen dat ze door misbruik van het kristal een oneindig leven kunnen leiden. Ze overhalen Moeder Aughra tot een akkoord: zij wil het universum verkennen en laat het beheer van het kristal over aan de Skeksis tot haar terugkomst. De Skeksis misbruiken haar vertrouwen en bouwen voor haar een soort van sterrenhemel waarin Aughra in een eindeloze hypnosetoestand belandt. Omdat de Skeksis nu de beheerders van het kristal zijn, wanen ze zich ook de grote leiders van de planeet Thra. In ruil voor hun beheer, vragen ze aan alle inwoners van de planeet een jaarlijkse belasting. Verder gebruiken ze Podlings - een inheemse stam - als slaven. Daar het kristal door de Skeksis wordt uitgebuit, verliest het zijn kracht. Op een dag weigert het dan ook nog energie af te leveren aan de Skeksis waardoor hun oneindige leven gevaar loopt. Een ander gevolg van het uitgeputte kristal, is dat de grond vergiftigd wordt en allerhande dieren en planten ziek worden. Deze ziekte wordt "De Verduistering" genoemd. De Skeksis gaan op zoek naar een alternatieve manier om hun oneindige leven voort te zetten. Eerder toevallig komt men op het idee om het levensvocht uit een Gelfling - een andere inheemse verontwikkelde diersoort - te halen. Het eerste slachtoffer is Mira, de vriendin van Rian. 
| Nr. serie | Nr. seizoen | Titel van aflevering (ENG en NL)                                         | Regisseur       | Schrijver                        | Beschikbaar sinds |  |
| --------- | ----------- | ------------------------------------------------------------------------ | --------------- | -------------------------------- | ----------------- |  |
| 1         | 1           | End. Begin. All the Same. Einde. Begin. Het is allemaal hetzelfde.       | Louis Leterrier | Jeffrey Addiss & Will Matthews   | 30 augustus 2019  |  |
| ...       |             |                                                                          |                 |                                  |                   |  |
| 2         | 2           | Nothing Is Simple Anymore Niets is meer eenvoudig                        | Louis Leterrier | J. M. Lee                        | 30 augustus 2019  |  |
| ...       |             |                                                                          |                 |                                  |                   |  |
| 3         | 3           | What Was Sundered and Undone Dat wat verdeeld en vernietigd werd         | Louis Leterrier | Vivian Lee                       | 30 augustus 2019  |  |
| ...       |             |                                                                          |                 |                                  |                   |  |
| 4         | 4           | The First Thing I Remember Is Fire Het eerste wat ik me herinner is vuur | Louis Leterrier | Sion Racioppa & Richard Elliott  | 30 augustus 2019  |  |
| ...       |             |                                                                          |                 |                                  |                   |  |
| 5         | 5           | She Knows All the Secrets Zij kent alle geheimen                         | Louis Leterrier | Jeffrey Addiss & Will Matthews   | 30 augustus 2019  |  |
| ...       |             |                                                                          |                 |                                  |                   |  |
| 6         | 6           | By Gelfling Hand… Dankzij een Gelfling                                   | Louis Leterrier | Kari Drake                       | 30 augustus 2019  |  |
| ...       |             |                                                                          |                 |                                  |                   |  |
| 7         | 7           | Time to Make... My Move Ik ben aan zet                                   | Louis Leterrier | Javier Grillo-Marxuach           | 30 augustus 2019  |  |
| ...       |             |                                                                          |                 |                                  |                   |  |
| 8         | 8           | Prophets Don't Know Everything Profeten weten ook niet alles             | Louis Leterrier | Simon Racioppa & Richard Elliott | 30 augustus 2019  |  |
| ...       |             |                                                                          |                 |                                  |                   |  |
| 9         | 9           | The Crystal Calls Het Kristal roept                                      | Louis Leterrier | Margaret Dunlap                  | 30 augustus 2019  |  |
| ...       |             |                                                                          |                 |                                  |                   |  |
| 10        | 10          | A Single Piece Was Lost Eén stukje is verdwenen                          | Louis Leterrier | Jeffrey Addiss & Will Matthews   | 30 augustus 2019  |  |
| ...       |             |                                                                          |                 |                                  |                   |  |